# دالة متناظرة
في الرياضيات، دالة متناظرة (بالإنجليزية: Symmetric function)‏ عدد متغيراتها هو n هي دالة لا تتغير قيمتها عندما تتعرض مجموعة مداخلها إلى تبديل ما. رغم أنه هذا المفهوم قد يعرف بالنسبة إلى جميع أنواع الدوال، إلا أنه عادة ما يستعمل بالنسبة للدوال كثيرة الحدود.

## أمثلة
- لتكن الدالة التالية

{\displaystyle f(x_{1},x_{2},x_{3})=(x-x_{1})(x-x_{2})(x-x_{3})}
من خلال التعريف، دالة متناظرة عدد متغيراتها هو n، تملك الخاصية التالية:
{\displaystyle f(x_{1},x_{2},...,x_{n})=f(x_{2},x_{1},...,x_{n})=f(x_{3},x_{1},...,x_{n},x_{n-1})} etc.
بشكل عام، قيمة الدالة لا تتغير عندما يُطبق تبديل ما على متغيراتها.
{\displaystyle (x-x_{1})(x-x_{2})(x-x_{3})=(x-x_{2})(x-x_{1})(x-x_{3})=(x-x_{3})(x-x_{1})(x-x_{2})}
وهكذا بالنسبة لجميع التباديل المطبقة على المتغيرات {\displaystyle x_{1},x_{2},x_{3}}.
- لتكن الدالة التالية:

{\displaystyle f(x,y)=x^{2}+y^{2}-r^{2}}
إذا أخذ x مكان y وy مكان x، فإن الدالة تصير كما يلي:
{\displaystyle f(y,x)=y^{2}+x^{2}-r^{2}}
- لتكن الآن الدالة التالية:

{\displaystyle f(x,y)=ax^{2}+by^{2}-r^{2}}
إذا أخذ x مكان y وy مكان x، فإن الدالة تصير كما يلي:
{\displaystyle f(y,x)=ay^{2}+bx^{2}-r^{2}.}
هذه الدالة، بطبيعة الحال، تختلف عن الدالة الأصلية إذا كان a ≠ b، مما يجعل منها دالة غير متناظرة.